# Anton Sztáray von Nagy-Mihaly

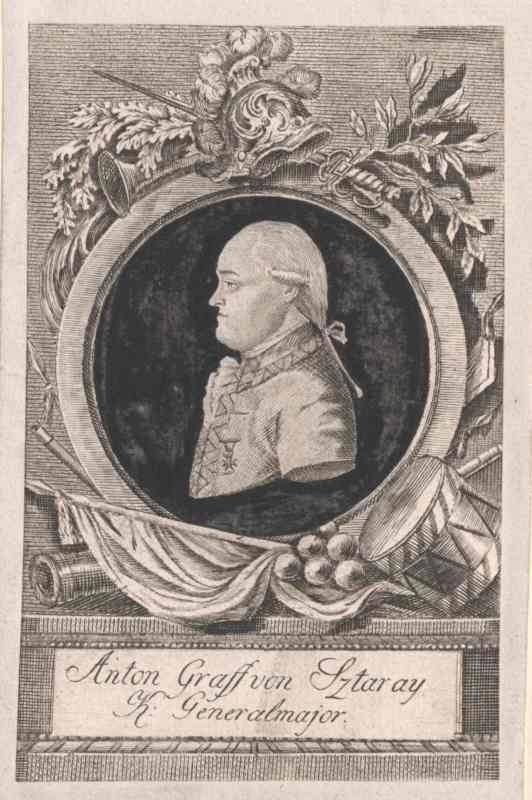
Anton Graf Sztáray von Nagy-Mihaly

Anton Graf Sztáray von Nagy-Mihaly, auch Anton Graf Sztáray von Sztára und Nagy-Mihály, (* 1740 in Kaschau; † 23. Januar 1808 in Graz) war k. k. Kämmerer und Offizier (1800: Generalfeldzeugmeister) während der Kriege mit dem Osmanischen Reich, der Französischen Revolutionskriege und Napoleonischen Kriege sowie Kommandeur des Militär-Maria-Theresien-Ordens und Ritter des Malteserordens.

## Herkunft
Das Geschlecht der Sztáray, das dem ungarischen Uradel angehört, stammt von dem bayerischen Grafen Wencellin Jack von Watzenburg ab. Jener Graf führte die von Kaiser Otto III. dem König Stephan I. von Ungarn gegen den vom Christentum abgefallenen Fürsten Kuba zu Hilfe gesendeten Truppen an, besiegte den Feind und erhielt zur Belohnung vom König Stephan Güter in Ungarn. Seit 1240 war die Familie im Besitz von Nagy-Mihály.
Kaiser Sigismund erteilte der Familie einen am 3. März 1418 zu Konstanz ausgestellten Wappenbrief für Adalbert von Nagy-Mihály. Kaiser Karl VI. erhob das Geschlecht am 23. Juni 1725 in den ungarischen Freiherrenstand und Kaiser Franz I. erteilte Imre Nagymihalyi, Freiherren Sztáray am 6. April 1747 die Grafenwürde.
Anton war ein Sohn aus zweiter Ehe des Imre Graf Sztáray (1698–1769) mit Therese Du Bois de la Tournelle.

## Leben

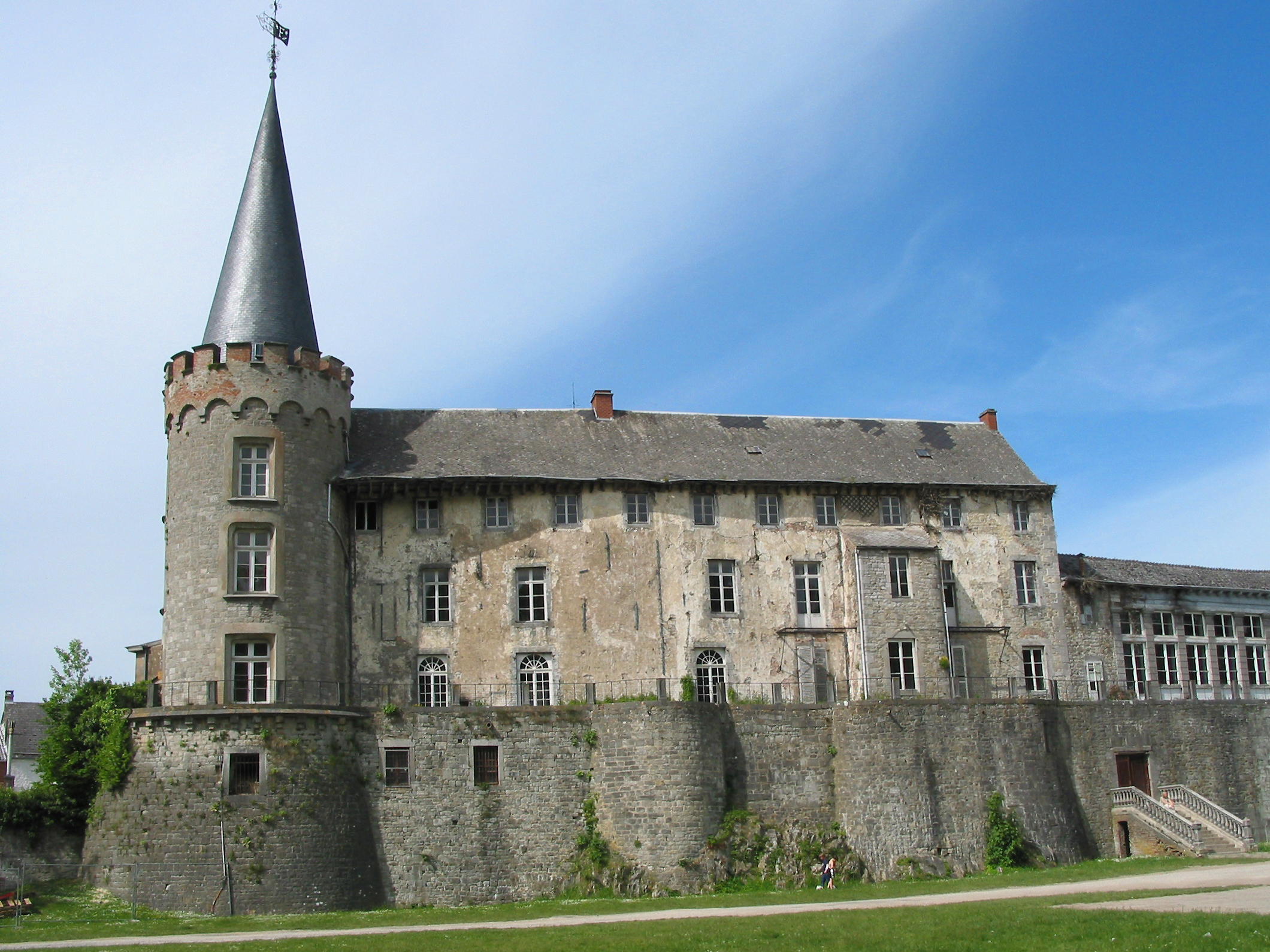
Schloss von Florennes

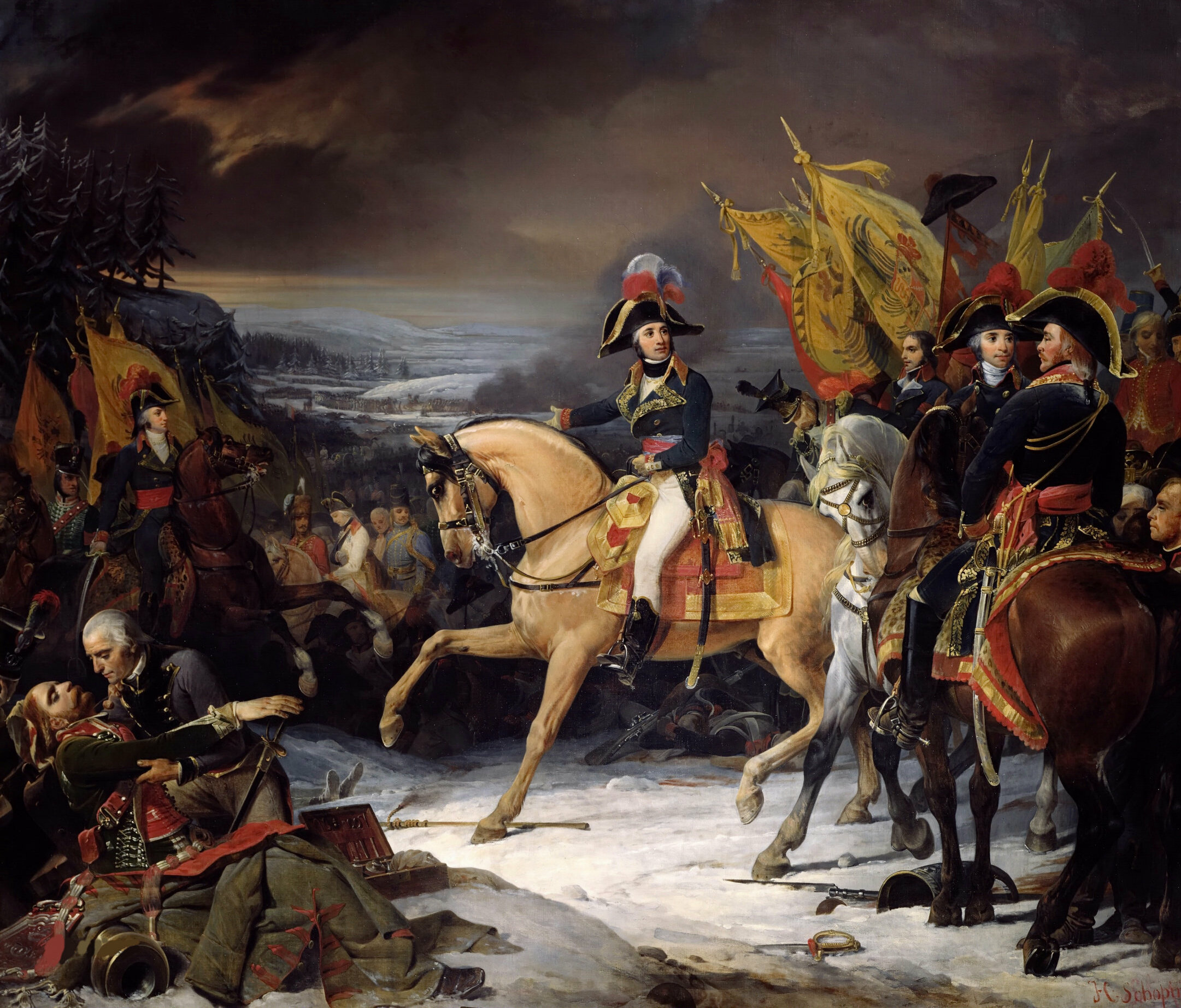
Schlacht von Hohenlinden

Anton trat 1759 als Fähnrich in das kaiserlich-österreichische Infanterie-Regiment Nr. 19 „Leopold Pálffy“ ein und nahm während des Siebenjährigen Krieges an der Schlacht von Kunersdorf (12. August 1759), Schlacht bei Landeshut (23. Juni 1760) und Schlacht bei Liegnitz (15. August 1760) sowie der Eroberung der schlesischen Festung Schweidnitz (1. Oktober 1761) teil. Für seine im Gefecht gezeigten Leistungen wurde er außer der Rangtour zum Hauptmann im Infanterie-Regiment Nr. 52 „Károlyi“ befördert. In diesem Regiment wurde er 1772 erster Major, am 16. August 1773 Oberstleutnant und erhielt am 25. Oktober 1778 das vakante Khuen'sche Grenadierbataillon.
Mit diesem Bataillon verteidigte Sztáray während des Bayerischen Erbfolgekrieges am 13. Januar 1779 erfolgreich den Ort Freihermersdorf gegen die angreifenden preußischen Truppen unter General Matthias Ludwig von Lossow. Wegen seiner besonderen Leistungen wurde er zum Oberst und Kommandanten des 1. Székler Grenzinfanterie-Regiments ernannt. Am 17. Februar 1779 gelang es ihm bei Pfaffenberg und Mesnik mit nur einem Bataillon des Székler gegen fünf preußische Bataillone beide Stellungen zu halten.
Als Oberst beim Infanterie-Regiment Nr. 33 „Fürst Nikolaus Esterházy“ konnte er sich in den Türkenkriegen erneut auszeichnen. Nachdem er auf ausdrücklichen Befehl Kaiser Franz II. mit einem Bataillon und drei Geschützen am 27. April 1788 die Festung Schabatz erstürmt hatte und am 12. Oktober 1788 (Rang vom 4. Oktober des Jahres) zum Generalmajor und Inhaber des 1. Székler Grenzinfanterie-Regiments befördert worden war, wurde Sztáray bei der erfolgreichen Erstürmung von Belgrad am 30. September 1789 zweimal verwundet und am 12. Dezember des Jahres mit dem Ritterkreuz des Maria-Theresien-Ordens ausgezeichnet (19. Promotion).
Anfang 1792 betraute ihn der Kaiser mit einem Brigadekommando in den Österreichischen Niederlanden. Kurz nach Ausbruch des Ersten Koalitionskrieges mit Frankreich im April 1792, gewann Sztáray am 23. Mai 1792 das Gefecht bei Florennes, alsdann kommandierte der Graf beim Rückzug der österreichischen Truppen unter Feldmarschall Herzog Albert Kasimir von Sachsen-Teschen in die Provinz Limburg im November 1792 die Avantgarde des Heeres. Für diese Leistungen wurde der Graf am 29. Dezember 1793 (Rang vom 17. Dezember des Jahres) zum Feldmarschallleutnant befördert.
Anfang Juni 1796 übernahm Sztáray den Befehl des rechten Flügels (20 Bataillone, 4 Kompanien und 36 Eskadronen, insgesamt rund 21 500 Mann) der k. k. Oberrhein-Armee des Feldzeugmeisters Graf Maximilian Baillet von Latour. Er schlug am 14. und 15. Juni 1796 die Angriffe der französischen Rhein-Mosel-Armee Jean-Victor Moreaus bei Maudach am Rehbach zurück; später focht er unter dem Oberbefehl des Erzherzogs Karl in den Schlachten bei Malsch (9. Juli 1796) und Neresheim (11. August 1796), wo er jeweils eine Angriffskolonne kommandierte.
Mitte August 1796 gehörte er zur k. k. Oberrhein-Armee mit welcher Erzherzog Karl nach Norden abrückte, um die französische Sambre-Maas-Armee unter dem Oberbefehl Jean-Baptiste Jourdans zu schlagen. Besonders in der siegreichen Schlacht um Würzburg spielte Sztáray eine herausragende Rolle, weil er nicht abwartete, bis der Franzose den Hauptangriff gegen die Österreicher startete, sondern selbst schon am Morgen des 2. September 1796 Jourdan mit seiner Division entgegentrat und somit die nötige Zeit gewann, bis Erzherzog Karl mit der Hauptmacht seines Heeres zur Verstärkung auf das Schlachtfeld herbeieilen konnte. Für seine Leistungen in der siegreichen Schlacht von Würzburg wurde Graf von Sztáray am 18. September 1796 (45. Promotion) mit dem Kommandeurkreuz des Maria-Theresien-Ordens ausgezeichnet. In der äußerst erbittert geführten Schlacht um Diersheim (20./21. April 1797) führte er den Oberbefehl auf österreichischer Seite und wurde hierbei im Laufe des Gefechts am 21. April 1797 schwer verwundet.
Zu Beginn des Zweiten Koalitionskrieges kommandierte Sztáray im Feldzug von 1799 das rechte Flügelkorps der k. k. Hauptarmee unter Erzherzog Karl in Schwaben und sicherte das Neckartal gegen das bei Philippsburg stehende französische Heer ab. Im siegreichen Gefecht von Wiesloch am 2. und 3. Dezember vertrieb er die französische Rhein-Armee unter Divisionsgeneral Lecourbe vom rechten Rheinufer, befreite die stark bedrängte Festung Philippsburg von der französischen Blockade und wurde am 1. März 1800 Feldzeugmeister. Nach der Niederlage von Hohenlinden (3. Dezember 1800) übernahm Erzherzog Karl wieder den Oberbefehl über die Hauptarmee in Deutschland und übertrug dem Sztáray die Führung der so genannten böhmisch-mährischen Legion.
Nach dem Frieden von Lunéville, welcher den Zweiten Koalitionskrieg beendete, wurde Feldzeugmeister Graf von Sztáray 1801 zum kommandierenden General in Innerösterreich und Oberösterreich ernannt.
Im Februar 1806 ging er schließlich in Pension und zog sich nach Graz zurück, wo er unvermählt kaum zwei Jahre später starb.

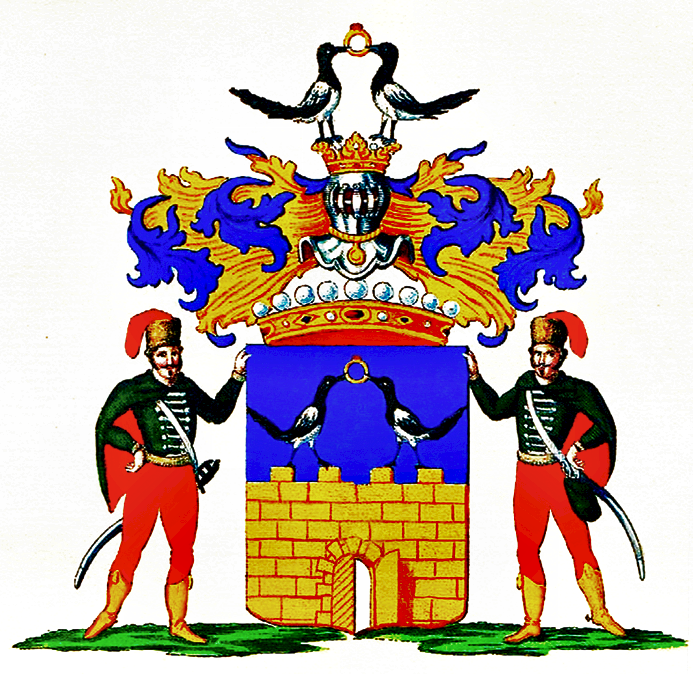
Wappen der Grafen Sztáray von Nagy-Mihaly 1747

## Wappen
1747: Im blauen Schilde eine goldene schwarz ausgefugte Burgmauer mit halb geöffnetem Tor in der Mitte. Die Mauer hat vier Zinnen, und auf je zwei derselben steht einwärtsgekehrt eine Elster von natürlicher Farbe, welche beide zusammen mit den Schnäbeln einen goldenen Fingerring halten. Über der Grafenkrone erhebt sich ein gekrönter Helm, welcher die beiden Elstern des Schildes trägt. Die Helmdecken sind golden und blau, und den Schild halten mit beiden Händen zwei ungarische Krieger in ihrer Nationaltracht. – Die Elstern kommen auch auf den mittleren Zinnen stehend vor.